# Montaberner
Montaberner (en valenciano y oficialmente Montaverner) es un municipio de la Comunidad Valenciana, España. Perteneciente a la provincia de Valencia, en la comarca del Valle de Albaida. Cuenta con una población de 1626 habitantes (INE 2024).

## Toponimia
El topónimo deriva, según Joan Coromines, del árabe منطب النهر (mantab an-nahr, "el ? del riachuelo"). Su parecido con monte y taberna se debe a etimología popular. A finales de 1995 se aprobó el cambio del nombre oficial del municipio, de Montaberner a Montaverner, considerándose la segunda la «forma tradicional en valenciano».

## Geografía y Medio Ambiente

Localización en la comarca del Valle de Albaida

Integrado en la comarca de Valle de Albaida, se sitúa a 80 km de Valencia. El término municipal está atravesado por la carretera nacional N-340 entre los pK 823 y 826 y por las carreteras autonómicas CV-60 (Ollería-Gandía) y CV-62 (Albaida-Montaverner).
El municipio está situado en el centro de la comarca, a orillas del río Clariano y del río Albaida. En el área recreativa situada junto a una fuente de cuatro chorros ("Font dels Quatre Xorros") se encuentra la desembocadura del río Clariano en el Albaida. El embalse de Bellús, que represa las aguas del río Albaida, ocupa parte del territorio en el extremo nororiental. La altitud oscila entre los 285 m al sureste y los 150 m a orillas del río Albaida. El pueblo se alza a 186 m sobre el nivel del mar.

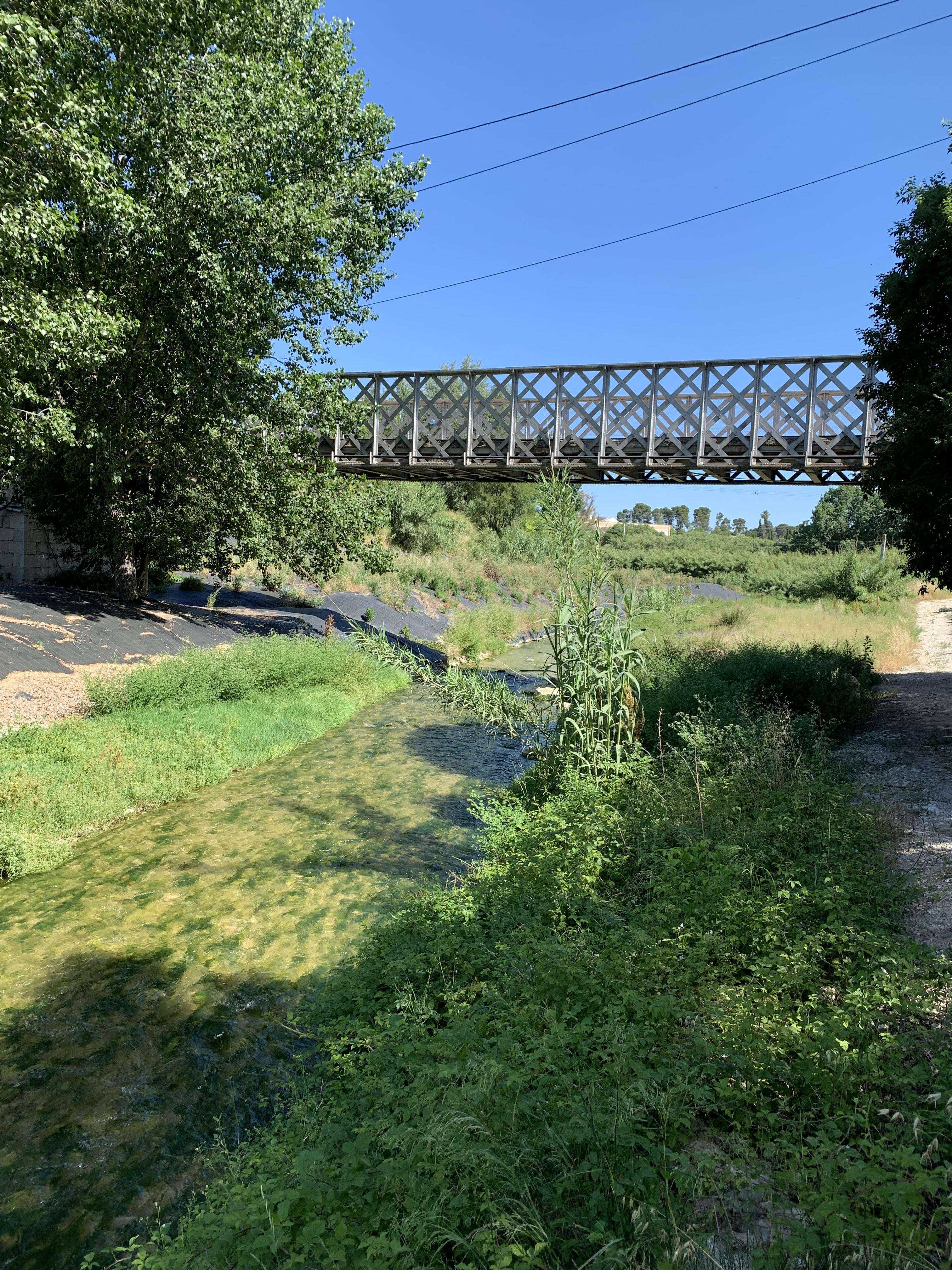
Río Albaida y "pont curt"

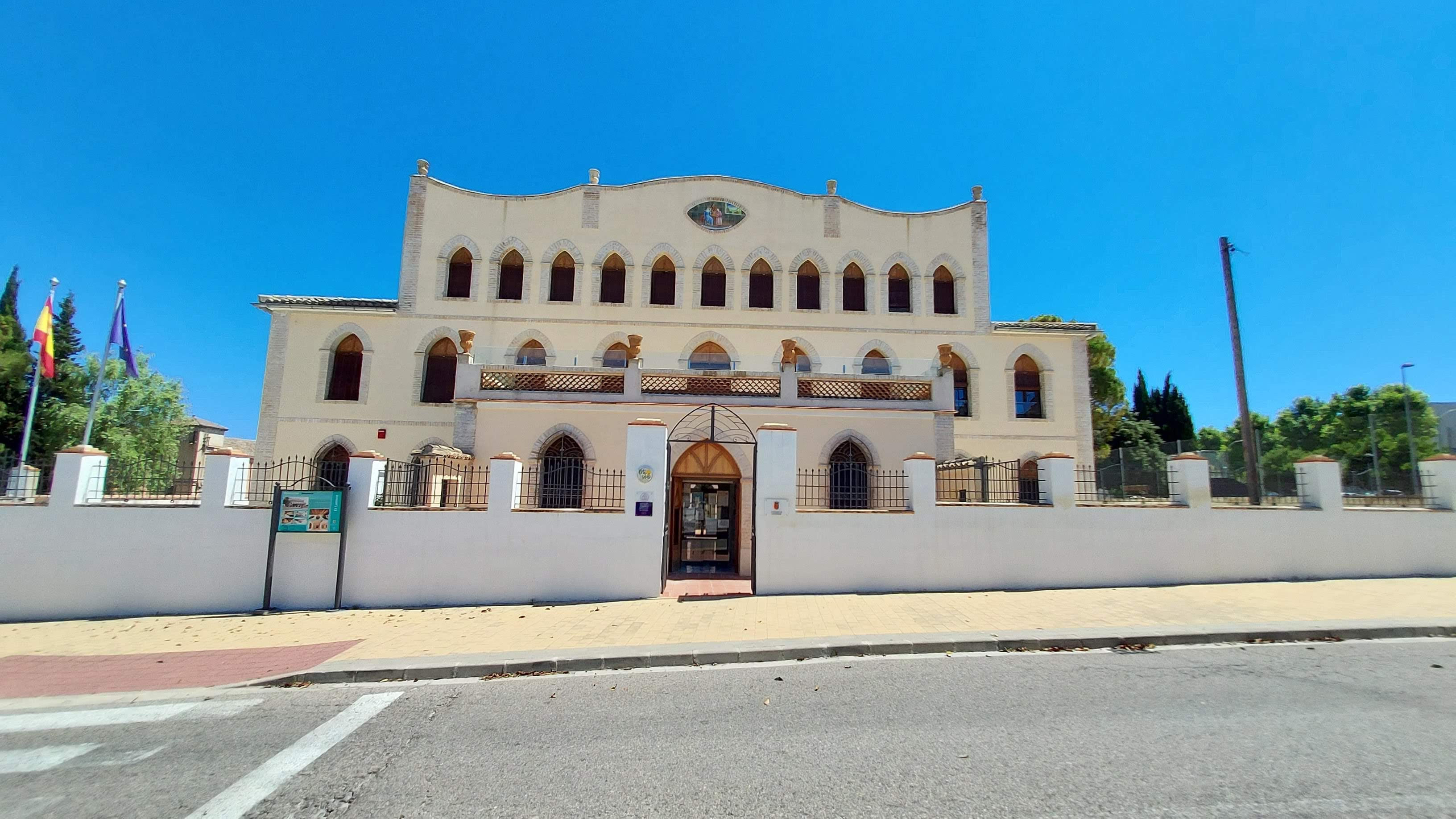
Ayuntamiento (antiguo convento de las Terciarias Capuchinas)

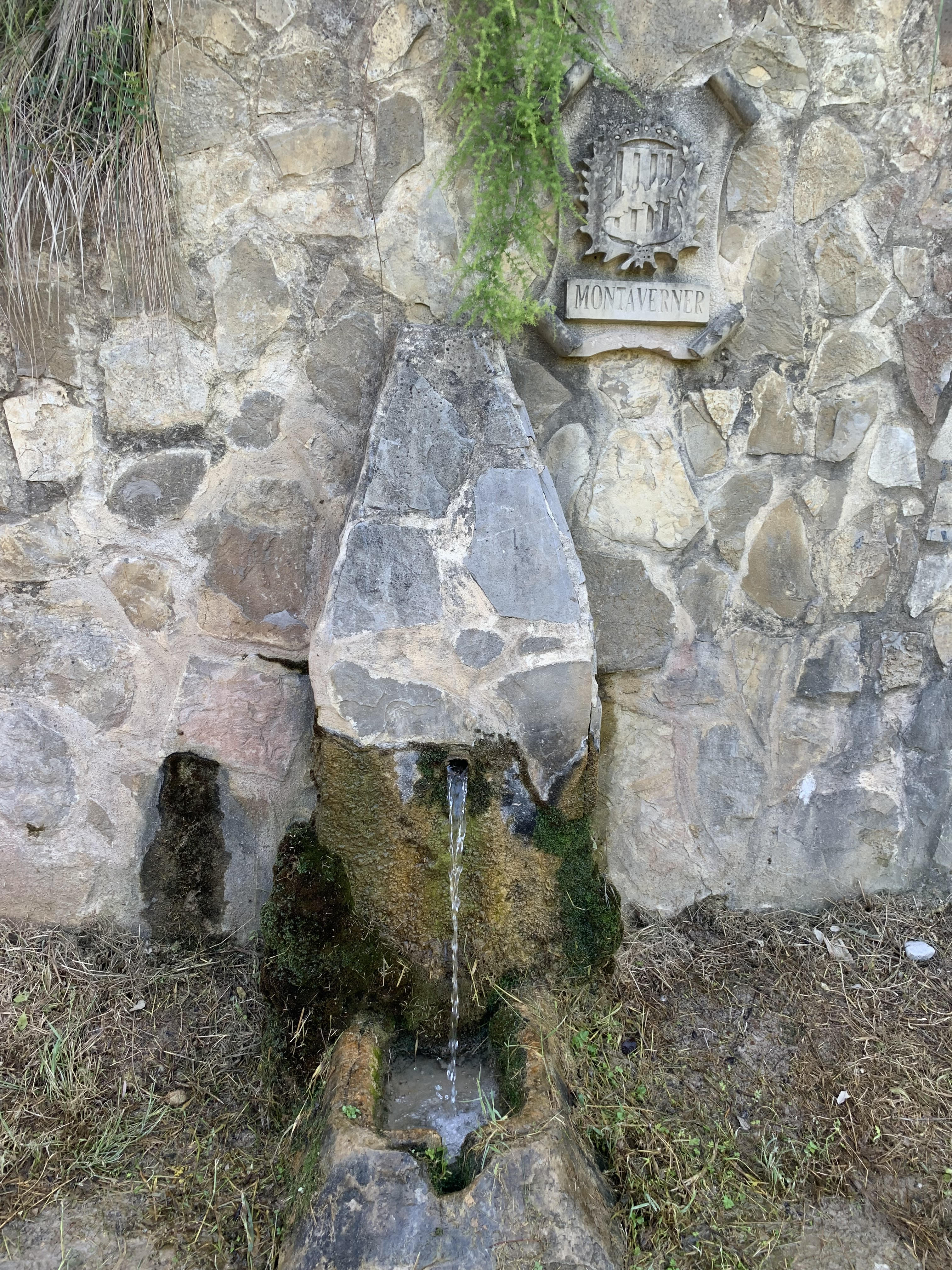
Fuente del "Povil"

En el municipio se puede realizar "la ruta de les fonts", un recorrido bordeando el río Albaida y que presenta las diferentes fuentes existentes. Una caminata que une huerta, secano y un recorrido fluvial para visitar distintas fuentes o los pasos del río Albaida. De baja dificultad, la ruta no conlleva peligro alguno. También se pueden visitar los lavaderos del Molí y de los cuatro chorros.
| Fuentes abandonadas: -Font de l'Algar. -Font del Pas. -Font de Guillem o Teula. -Font de Gregorio. -Font de Mariano. -Font de Maties. -Font de Pepito. -Font d'Ambrosio | Fuentes accesibles: -Font dels 4 Xorros. -Font de l'Angles. -Font del Molí. -Font del Povil. -Font de Ca BLanc. -Font de les Marxaletes. |

Localidades limítrofes
| Noroeste: Ollería | Norte: Alfarrasí | Noreste: Benisuera y Otos (exclave) |
| Oeste: Palomar    |                  | Este: Bélgida                       |
| Suroeste: Palomar | Sur: Palomar     | Sureste: Bélgida                    |

## Historia

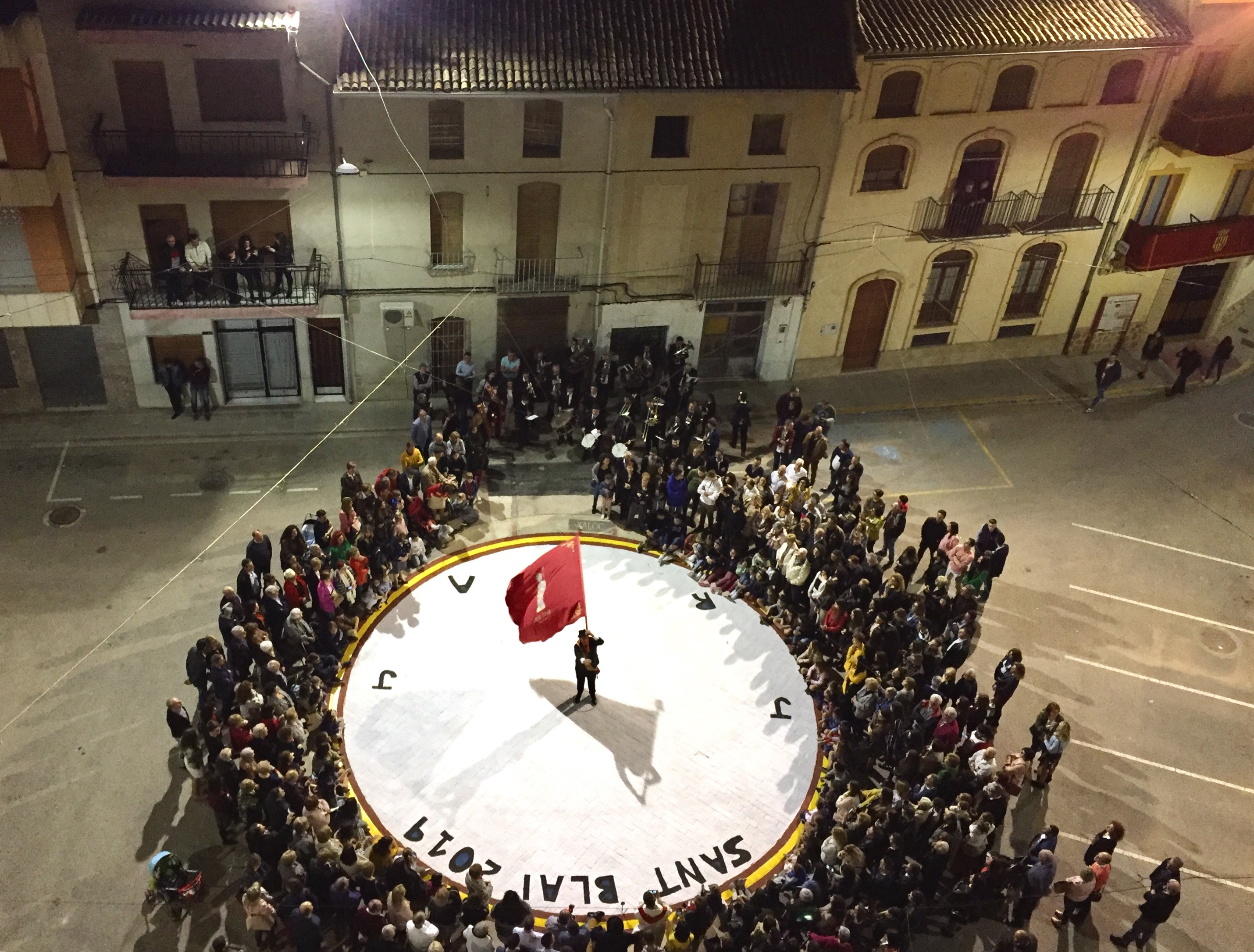
Baile bandera Sant Blai

Si bien se hallan restos arqueológicos en el término municipal (columna romana en el Pla de Colata, restos de la edad de bronce en la plaza Mayor y Tossal del Calvari) y en su demarcación se encontraban las alquerías de Colata y Collatella, el origen se halla en la visita realizada por el Rey D. Jaime I en 1270. Fue él quien decidió fundar un pueblo en la confluencia de los ríos Albaida y el Clariano con el fin de asegurar el camino que unía Valencia con Alicante. Así el 26 de agosto de 1271 concedió la Carta Puebla, estableciéndose los primeros colonos procedentes de Barcelona, los cuales tuvieron que abandonar las tierras debido a la revuelta de Al-Azraq en 1276. Después de pertenecer al Señor de Albaida los años 1281-1296 pasó a ser “pueblo del rey”, dependiente del término de Játiva y exento del dominio feudal.
La expulsión de los moriscos en 1609 produjo una crisis demográfica fuerte, pasando de albergar 60 casas a 30, pues sus habitantes, todos ellos cristianos viejos tuvieron que marchar a los pueblos circunvecinos con el fin de repoblarlos. Es en este siglo cuando el pueblo sufrió la peste del garrotillo (1677-1678) y vivió el Milagro de San Blas (Segundo día de Pascua de 1678, 11 de abril). Durante el siglo XVIII fue construida la actual iglesia, donde por aquel entonces constaban las siguientes calles: Major, Montons, de los Penadesos, de dalt, quatre cantons, Alicante, y Plaza; mientras que en 1789 constaba la existencia de las calles Mayor, Montons, Panaderos, San Vicente, Alicante y Molino. La carretera N-340 construida los años 1860-1862, los puentes (“llarg” y “curt”), concluidos en 1890 y el paso del ferrocarril (1893) llevaron a un aumento demográfico, superando los 1000 habitantes al comienzo del siglo XX. Durante este siglo se sucedieron la crisis de la filoxera (1910), la creación de la fábrica El Trobador (década de 1920) y el desarrollo industrial y urbanístico durante la segunda mitad del siglo. El comienzo del siglo XXI han traído consigo la mejora de las comunicaciones en la comarca (Autovía Central, CV-60 Ollería-Gandía, viaducto sobre el Albaida), la construcción del polígono industrial, polideportivo, auditorio Lluis Peiró,...
De épocas pretéritas hay testigos en forma de varios utensilios en una colina denominada autóctonamente "Tossal del Calvari". Más recientes son los restos de una villa rústica romana hallados en la partida de Colata. 

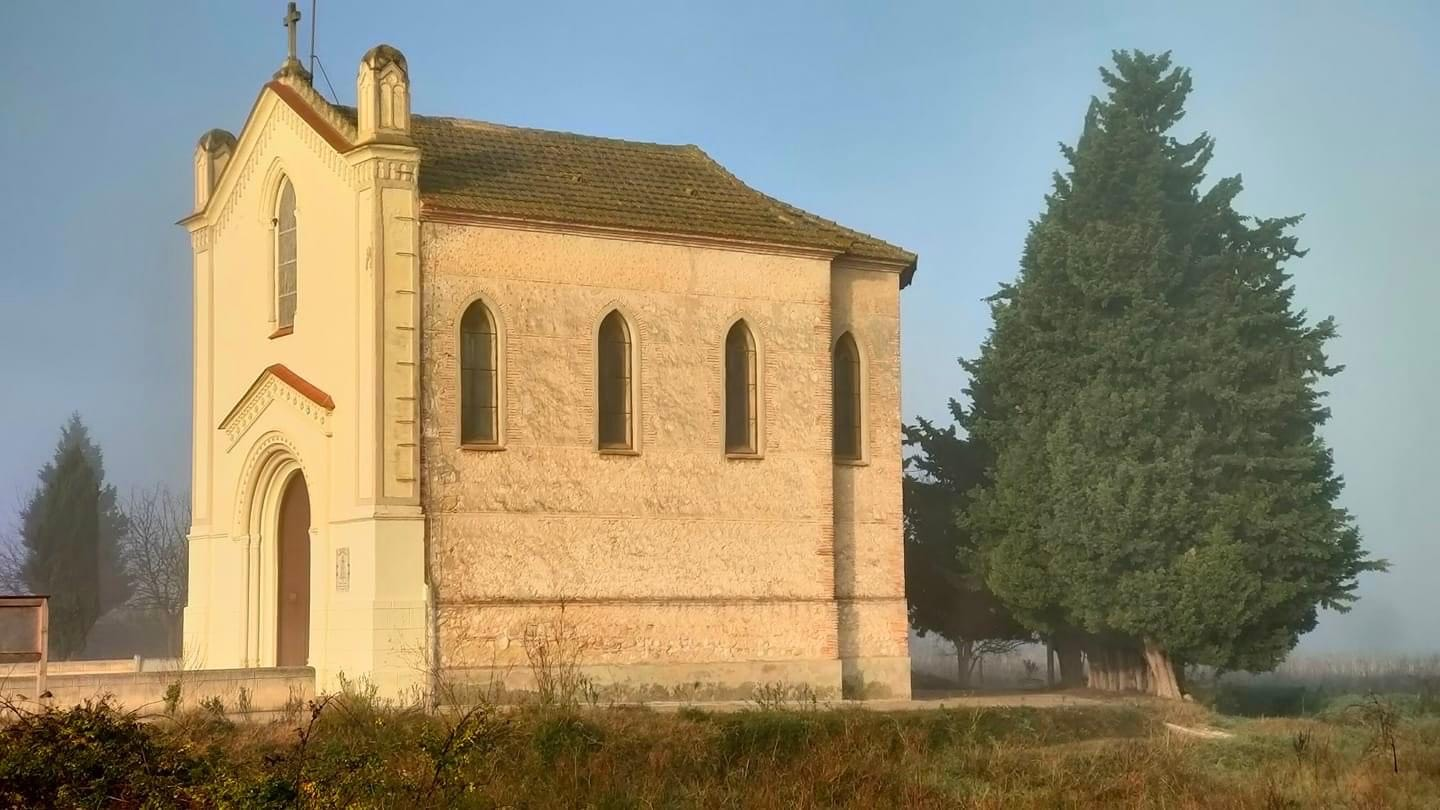
Ermita de Colata dedicada a la Virgen de Loreto

El origen de la población es una alquería musulmana incorporada por el rey Jaime I al término de Játiva. El 26 de agosto de 1271 se le concedió carta de población, con franquicia de tributación durante 10 años. El 4 de diciembre de ese año se confirmó la donación de heredades y parcela, lo cual propició un conflicto de los que no resultaron favorecidos con Pedro el Grande. Al estar sujeta a la bailía y Gobernación de Játiva, no tuvo nunca señor territorial por pertenecer a la Corona. En 1535 obtiene la independencia eclesiástica de Albaida. La expulsión de los moriscos diezmó en dos tercios la población e hizo desaparecer como pueblos a Colado, Vistabella y Behalí, de los que se conservan ruinas en el término municipal.

### Historia parroquial
El pueblo nació como comunidad cristiana debido a la llegada de los primeros pobladores procedentes de Barcelona, que trajeron con ellos la fe cristiana. Durante los primeros siglos perteneció a la parroquia Asunción de N.S. de Albaida, y desmembrada de esta, fue fundada en 1535 contando con los territorios de Montaberner, Colata y Bufali. En 1605, el párroco Pere Leandro Sanchis ordena y organiza los documentos sacramentales. La expulsión de los moriscos en 1607 trajo consigo la desaparición de la fiesta de San Juan, y en 1624 fue fundada la Cofradía de la Virgen del Rosario, destacando también en este siglo la construcción de la segunda ermita de Colata. Ya el segundo día de pascua de 1678 tuvo lugar el Milagro de San Blas, gracias a la imagen procedente de Bélgida.
El siglo XVIII fue el siglo de José Esplugues, nacido en Agullent en 1705 y fallecido en Montaberner en 1787, a él se debió la construcción de la iglesia parroquial y la constatación de la vida y hechos más relevantes de la parroquia, gracias a su manuscrito "Llibre de l’Esglèsia Parroquial". También tuvo lugar el Pleito de Colata, por el que la justicia asignó la partida que lleva este nombre al término municipal. Durante el siglo XIX se crearon diferentes asociaciones en honor al Sagrado Corazón de Jesús.
La iglesia parroquial comenzó a levantarse en 1735 hasta principios del año 1758. Tres son las campanas de la torre: la más antigua, Santo Tomás de Villanueva data de 1817, mientras las otras dos, Maria dels Dolors y María Loreto, fueron fundidas en 1941. También se halla en su demarcación el colegio de las Monjas, en estado ruinoso y construido durante los años 1940.

## Demografía
Montaberner cuenta con una población de 1626 habitantes (INE 2024).
| Gráfica de evolución demográfica de Montaberner entre 1842 y 2021                                                   |
| |
| Población de derecho según los censos de población del INE Población de hecho según los censos de población del INE |

### Comunicaciones
Desde Valencia se accede a esta localidad a través de la A-7 para enlazar con la CV-620.

Por ferrocarril se puede llegar a través de la línea 47 de Renfe Media Distancia, también conocida como línea Valencia-Xàtiva-Alcoy.

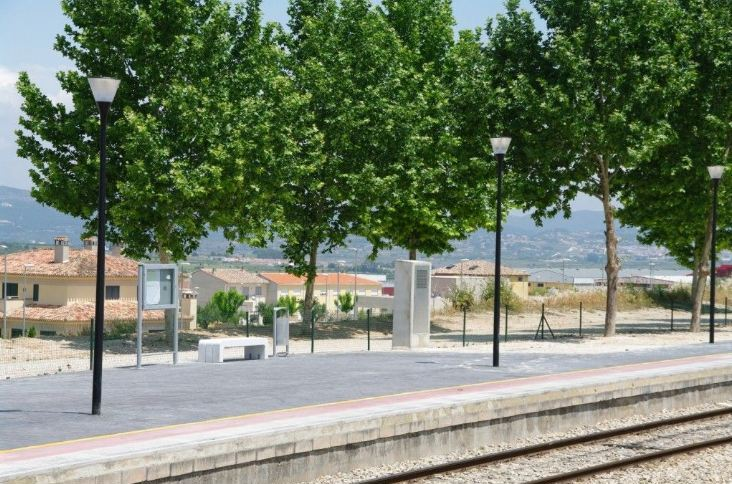
Estación ferroviaria de Montaberner

También dispone de servicio de autobús. De lunes a viernes. La hora de salida desde Montaverner es a las 8:54. La hora de llegada a Montaverner es a las 13:38.

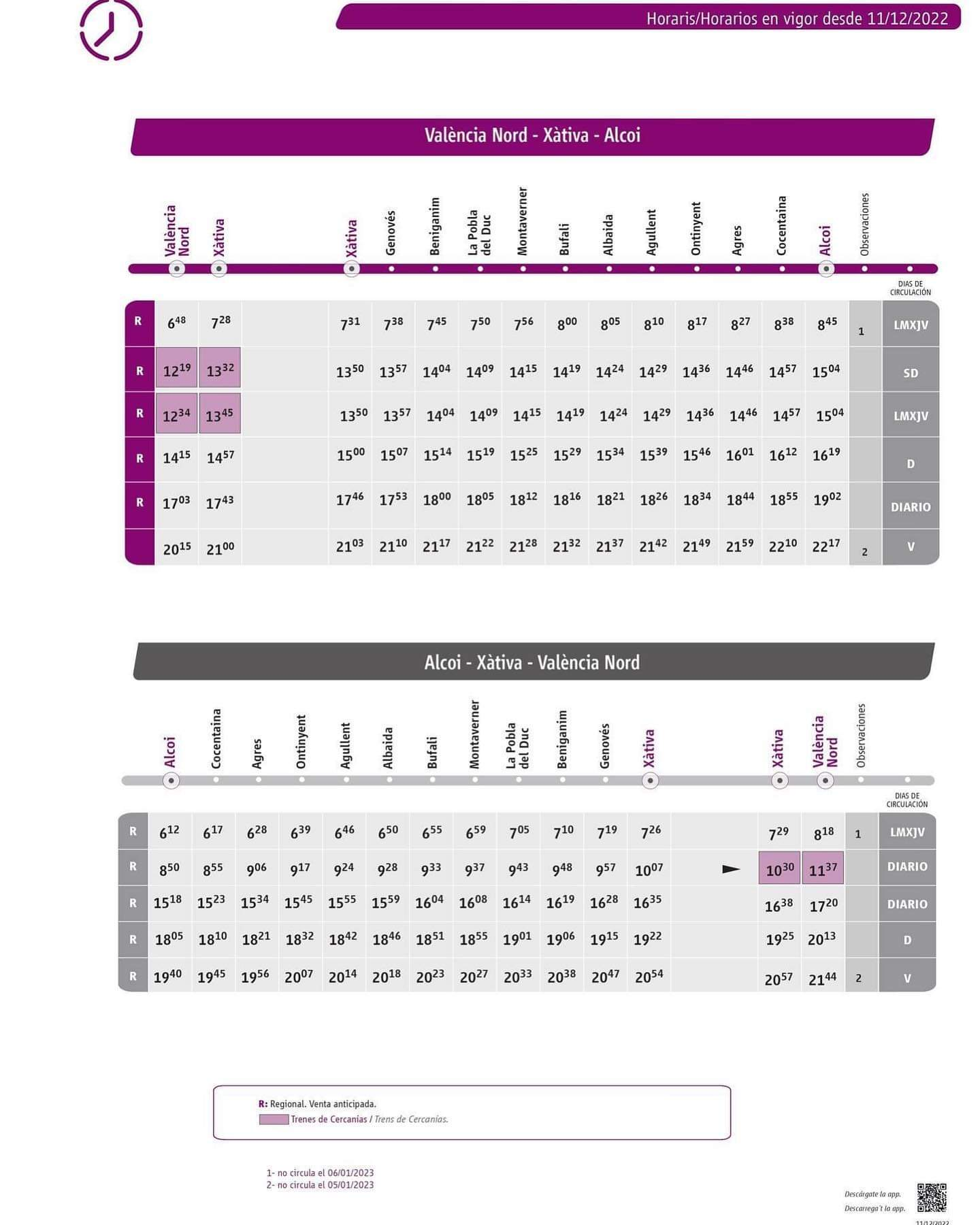
Horario de tren

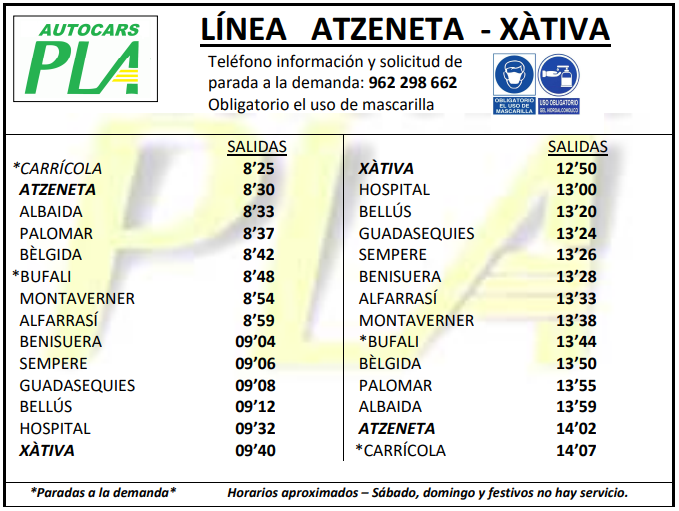
Horario autobús

## Economía
La estructura económica combina la agricultura de secano, vid sobre todo, con la industria, textil, serigrafía, vidrio y plástico.

## Administración y política
| Periodo   | Nombre                                                             | Partido                    |
| --------- | ------------------------------------------------------------------ | -------------------------- |
| 1979-1983 | Felipe Salvador Quilis Durá                                        | UCD                        |
| 1983-1987 | Felipe Salvador Quilis Durá                                        | PP                         |
| 1987-1991 | Luis Peiró Roselló                                                 | PSPV-PSOE                  |
| 1991-1995 | Luis Peiró Roselló                                                 | PSPV-PSOE                  |
| 1995-1999 | Luis Peiró Roselló                                                 | PSPV-PSOE                  |
| 1999-2003 | María Belén Esteve Pina                                            | PSPV-PSOE                  |
| 2003-2007 | María Belén Esteve Pina                                            | PSPV-PSOE                  |
| 2007-2011 | María Belén Esteve Pina                                            | PSPV-PSOE                  |
| 2011-2015 | Elisa Amparo Roses Català                                          | PP                         |
| 2015-2019 | Elisa Amparo Roses Català / Joan Chornet Soler / Juli Juan Soriano | PP / PSPV-PSOE / COMPROMÍS |
| 2019-2023 | Jorge Boluda Martínez                                              | PP                         |
| 2023-act. | Jorge Boluda Martínez                                              | PP                         |

## Patrimonio
- Ayuntamiento: situado en el antiguo Convento/Escuela de las Terciarias Capuchinas, situado en la avenida San Pancracio, 21. El edificio fue recuperado para todo el pueblo e inaugurado como sede del nuevo Ayuntamiento el 6 de noviembre de 2021.
- Centro Joven "Javier Monllor": situado en la plaza Mayor, a la entrada del pueblo (Puerta del Sol).
- Puentes: si bien el acceso tradicional fue a través de los pasos como el de Colata, en 1890 se levantaron los puentes largo (“Pont llarg”) y corto (“Pont Curt”) sobre el Clariano y Albaida, los dos son de hierro y constituyen una representación de los puentes del siglo XIX. Finalmente en 2005 fue construido el viaducto sobre el Albaida, al que se une el puente sobre el mismo río de la CV-60 y una pequeña pasarela de hierro a pocos metros del viaducto.
- Lavaderos: al inicio de la calle Onteniente y dentro del núcleo urbano, aprovechando la presencia de la "Font del Molí" (fuente del molino), se encuentra este sencillo edificio de planta rectangular. El segundo se halla cerca de la “Font dels Quatre Xorros”, a la izquierda de la antigua N-340, formado por tres balsas.
- Fuentes: junto a la N-340 y entre los puentes de hierro y el viaducto, se halla la fuente de cuatro chorros conocida como “Fuente de los Cuatro Chorros”, y siguiendo la antigua carretera junto al camino de Colata se encuentra otra fuente, “la Balsilla” o “Senia” (en recuerdo de la noria que allí se encontraba). En el interior del pueblo, por las actuales calles Gandía y Onteniente, a la salida de éste, se encuentra la "Fuente del Molino" (font del molí), junto a la frondosa vegetación que crece a merced de la humedad que proporciona el río Albaida, y en los caminos hacia Bufali o Ayelo de Malferit encontramos las fuentes “Ambrosio”, “Capblanc”, “Povil” y “Angles”.
- Iglesia parroquial. Dedicada a San Jaime y a San Juan Evangelista (siglo XVIII). La iglesia parroquial conserva restos antiguos, como son la columna romana a la entrada, y el capitel con las barras de Aragón incrustado en el campanario. El edificio comenzó a levantarse en 1735, por iniciativa del párroco Dr. Esplugues, concluyéndose en 1758, levantándose el campanario durante los años 1758-1762 (Sábado Santo). De estilo neoclásico conserva la antigua iglesia la capilla de la Inmaculada, (de principios del siglo XVIII). Entre las obras de interés destacan: pila bautismal de estilo neobizantino (1909), las imágenes de Galarza del Cristo de la Paciencia y San Blas, la imagen de la Virgen de Loreto (1995), la Vera Cruz (antes de la guerra civil española) y custodia (siglo XVIII), las pinturas de la capilla del Cristo de la Paciencia (siglo XVIII) y de las pechinas (principios siglo XX). Finalmente la iglesia acoge los restos del sacerdote mártir hijo del pueblo y administrador parroquial de Bélgida, el párroco Pascual Penadés (U1936), y también se conserva la lápida sepulcral del Dr. Esplugues, cuyos restos fueron profanados el año 1936. La parroquia cuenta con la ermita del Calvario, a la que se accede por el vía crucis, construida en 1941 y la centenaria ermita neogótica de la Virgen de Loreto de Colata, construida en 1906.
- Ermita de Colata. Durante el siglo XX, fue construida la ermita de Colata (1906), Ismael Blat pintó las pechinas. Durante estos años fueron fundadas las Cofradías del Cristo, de la Virgen de los Dolores, de la Virgen de Loreto y Cristo de la Paciencia y el Centro Júnior de Montaberner (1981). También un paseo por el término municipal nos llevará a descubrir las ruinas de la Casa de Colata, lugar donde más de cien sacerdotes realizaron ejercicios espirituales en los años 1741-43.Ermita del Calvario

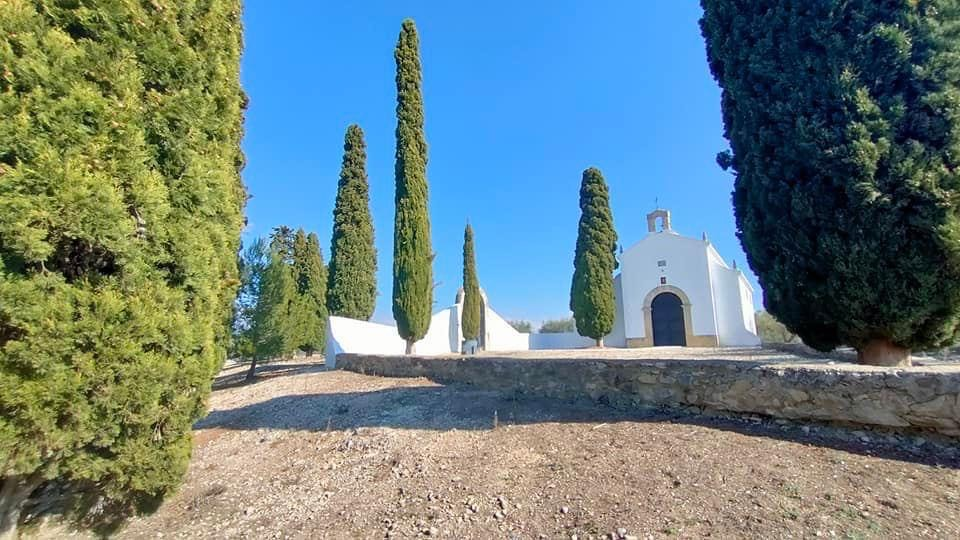
Ermita del Calvario

- Ermita de la Colina del Calvario (Tossal del Calvari). Construida en 1941, la parroquia cuenta con la ermita del Calvario, a la que se accede por el vía crucis.
- Espacio de Ocio Infantil "La peixera", situado en la plaza Mayor, número 6.
- Otros lugares de interés: Hallamos los siguientes paneles de cerámica repartidos por diversas calles del municipio. En el casco viejo: Virgen del Rosario (Mayor), San Antonio de Padua (Fora), San Francisco (Bot), San Vicente (su calle), San José (Molino), San Rafael, Santo Domingo de Guzmán (Alicante), Virgen de Loreto, San Juan y Santiago, San Pancracio y San Blas; y la Virgen del Pilar en el barrio que lleva su nombre. El barrio del Pilar es exponente de la arquitectura de la segunda mitad del siglo XX y comienzos del actual.

## Actividades semanales, cultura y fiestas
- Actividades de cada semana en Montaverner
- Enero (Cabalgata de los Reyes Magos y festividad de San Antonio Abad, con la bendición de la hoguera, “torrà de carn”, misa y bendición de los animales).
- Febrero (Bendición de los rollos de San Blas y presentación de los nuevos festeros)
- Marzo (el día antes de Domingo de Ramos se celebra el "Mig Any Fester". Donde las Comparsas de Moros y Cristianos desfilan por las calles del pueblo.
- Abril (Septenario de la Virgen de los Dolores, traslado de la Virgen de los Dolores a casa del "Hermano Mayor" de la Cofradía, rosario en la casa del Hermano Mayor y procesión del Santo Entierro, el lunes de Pascua se celebra más antigua de Montaverner en honor al milagro obrado por San Blas, la fiesta empieza con el traslado del santo a la casa del capitán la víspera, primer baile de la bandera, el rosario de la aurora, misa solemne y procesión concluida por el baile de la bandera, cuyo origen se remonta al siglo XVIII). Esta fiesta ha sido declara por la Generalidad Valenciana como fiesta de interés turístico provincial (DOGV 20/06/2022). El segundo lunes de Pascua se celebra en la calle San Vicente la misa y el "Combregar d´Impedits", donde se lleva la comunión a los vecinos mayores o enfermos.
- Mayo (bendición de los términos en Colata, misa los viernes en la ermita, Día de la Parroquia y primeras comuniones).
- Junio (procesión del Corpus Christi).
- Julio (Mes del Carmen. Campeonatos Deportivos y "Vetlades d'estiu").
- Agosto: durante la última semana completa de agosto tienen lugar las fiestas patronales en honor a la Virgen de Loreto, el Santísimo Cristo de la Paciencia y San Juan y Santiago. También tienen lugar las fiestas de Moros y Cristianos, donde las Comparsas desfilan por el pueblo en diferentes actos como la nit de l´olla, l´entrà o la retreta). La Presentación de la Reina y su Corte de honor es un acto propio de estas fiestas.
- Septiembre: fiesta del Beato Pascual Penadés, natural de Montaverner.
- Octubre (Tiene lugar el festival de cine documental de Montaverner, el Mon-Doc. Un festival donde se proyectan cortos y largos de cine documental). Además, en el barrio del Pilar tiene lugar la feria medieval, una cena de hermandad, bailes populares y misa de campaña en honor a la Virgen del Pilar.
- Noviembre (misa en el cementerio y Santa Cecilia, patrona de la música).
- Diciembre (bendición de los Niños Jesús, campaña del Kilo, celebración de las Bodas de Oro y Plata. Festivales infantiles y entrega de la carta a los pajes reales).
- San Blas. Se celebra el lunes de Pascua. Tradicional fiesta, en honor a San Blas que se celebra en Montaverner, con 250 años de historia. Según consta por escrito el milagro ocurrió en 1678 en Montaverner. Desde pocos años después cuatro festeros le dedican las fiestas como acción de gracias por la curación de la peste del "garrotillo". El acto más importante de la fiesta es el baile de la bandera ("ballà de la bandera") en la plaza Mayor. Una bandera con la imagen de San Blas. Los bailes se realizan el Domingo de Pascua y el Lunes de Pascua después de la procesión. El 20/06/2022 la fiesta del milagro de San Blas fue declarada fiesta de Interés Turístico Provincial.
- Moros y Cristianos. Se celebran estas fiestas en la segunda quincena de agosto. Son fiestas patronales con el traslado de la patrona desde la ermita de Colata hasta la iglesia, el primer día se dedica a la Virgen de Loreto, el segundo al Cristo de la Paciencia y el tercero a los Santos Titulares. Junto a los actos religiosos se alternan la presentación de la Reina y los propios de la fiesta de Moros y Cristianos.